# Enterrament de la sardina a Múrcia
L'Enterrament de la Sardina a Múrcia és una festa pagana que se celebra a la ciutat de Múrcia durant les Festes de Primavera, l'acte central és una gran desfilada de carrosses amb al·legories als déus de la mitologia grega, romana i escandinava, que acaba amb la crema de la sardina el dissabte següent a la Setmana Santa. Està declarada Festa d'Interès Turístic Internacional.
La celebració té el seu origen a Múrcia al segle xix i s'ha convertit en la festa més popular de la ciutat i una de les més visitades d'Espanya. Altres versions d'aquesta festa també se celebren en alguns llocs de Catalunya i Castella, però a Múrcia ha adquirit un caràcter propi i és el lloc on se celebra amb més popularitat.

## Història
L'origen d'aquesta festivitat a Múrcia es remunta a l'any 1851, quan un grup d'estudiants universitaris, van començar a desfilar pels carrers de la ciutat imitant un seguici fúnebre amb un taüt, per donar final al carnaval. Els participants van a portar torxes a les mans, després de passejar per alguns carrers del centre de la ciutat, van obrir el taüt, al seu interior hi havia una sardina. Després mostrar-la als espectadors, van cremar en taüt amb les torxes. Aquest festeig poc popular al principi, va començar a ser cada vegada més popular al llarg de la segona meitat d'aquest segle.
Posteriorment es desvincula de la celebració del carnaval i comença a celebrar-se després de la Setmana Santa. Durant el segle xx, l'església va acusar la celebració de pecaminosa i pagana per representar divinitats de la mitologia clàssica i passejar a dones amb poca roba.
Actualment és la festa més popular de Múrcia i de la seva comunitat autònoma.

## Actes de la celebració

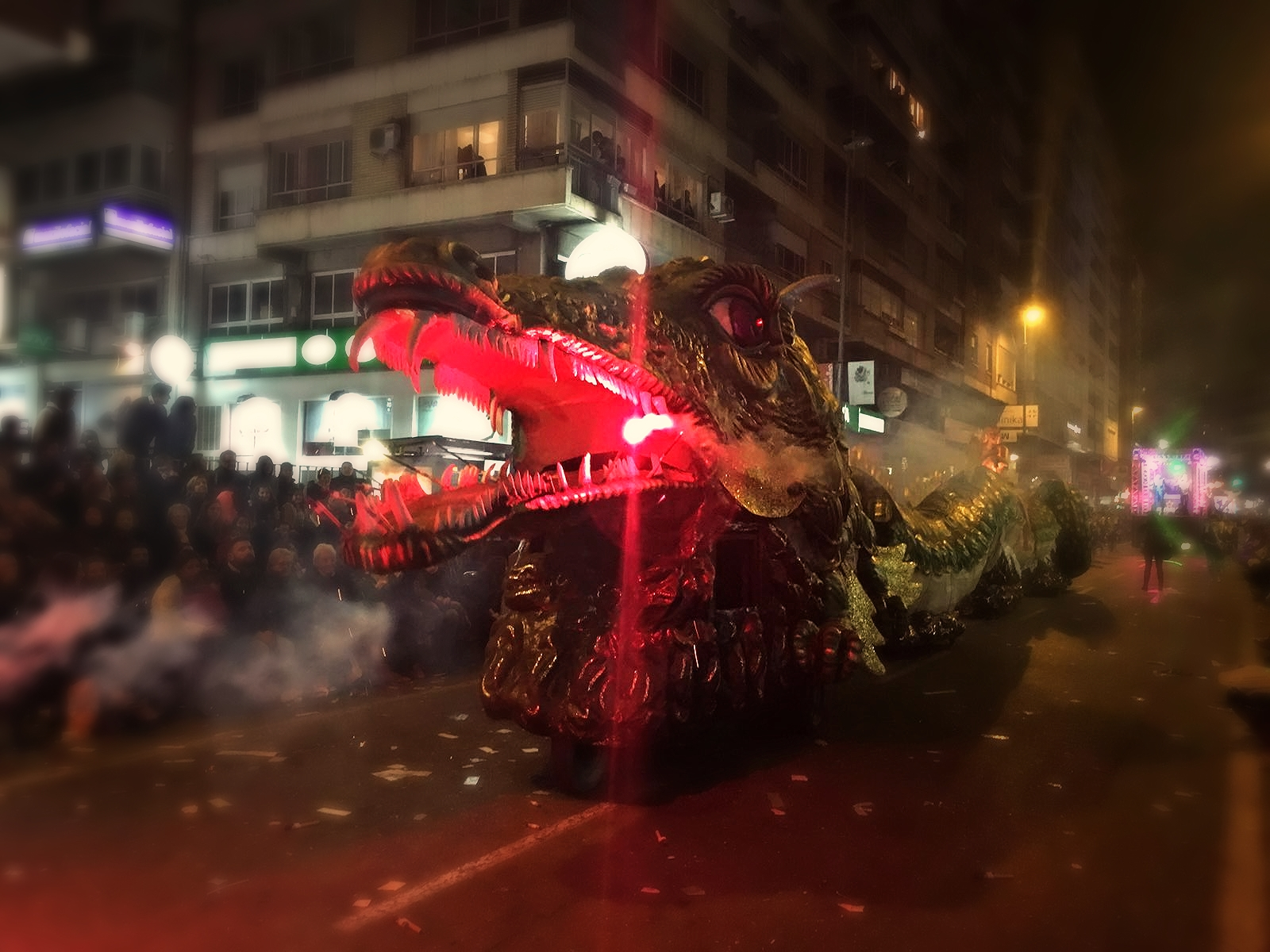
El Drac de Conte durant la desfilada de l'enterrament 2016.

L'enterrament de la sardina se celebra a Múrcia durant diversos dies. Els dies previs a la desfilada, se celebren altres desfilades menors com El Testament de la sardina, però la festa principal té lloc el dissabte després a Pasqua de Resurrecció.
Es tracta d'una desfilada on la primera part està dedicada a diferents temàtiques que es renoven cada any, però solen participar personatges tradicionals com els granaderos, els gegants i cabuts (tradició compartida amb el País Valencià i Catalunya), els hachoneros (que porten torxes) o el famós Drac de Conte que tira foc per la boca. La segona part de la desfilada és la coneguda com, guerra dels joguines, on és tradició que es llancin milions de joguines i peluixos als espectadors que s'afanyen a agafar tots els que puguin.
L'acte final és la Crema de la sardina, on es cala foc a una gegantina pira amb una escultura de la sardina i es llança un gran castell de focs artificials.

## La pira de la sardina
La pira de la sardina, coneguda com El catafalco és un dels elements més importants per la festa, després de la desfilada de carrosses cap a la una de la matinada, és cremat mentre s'escolta l'himne sardiner. Cada any es planteja un disseny diferent.

Catafalcos
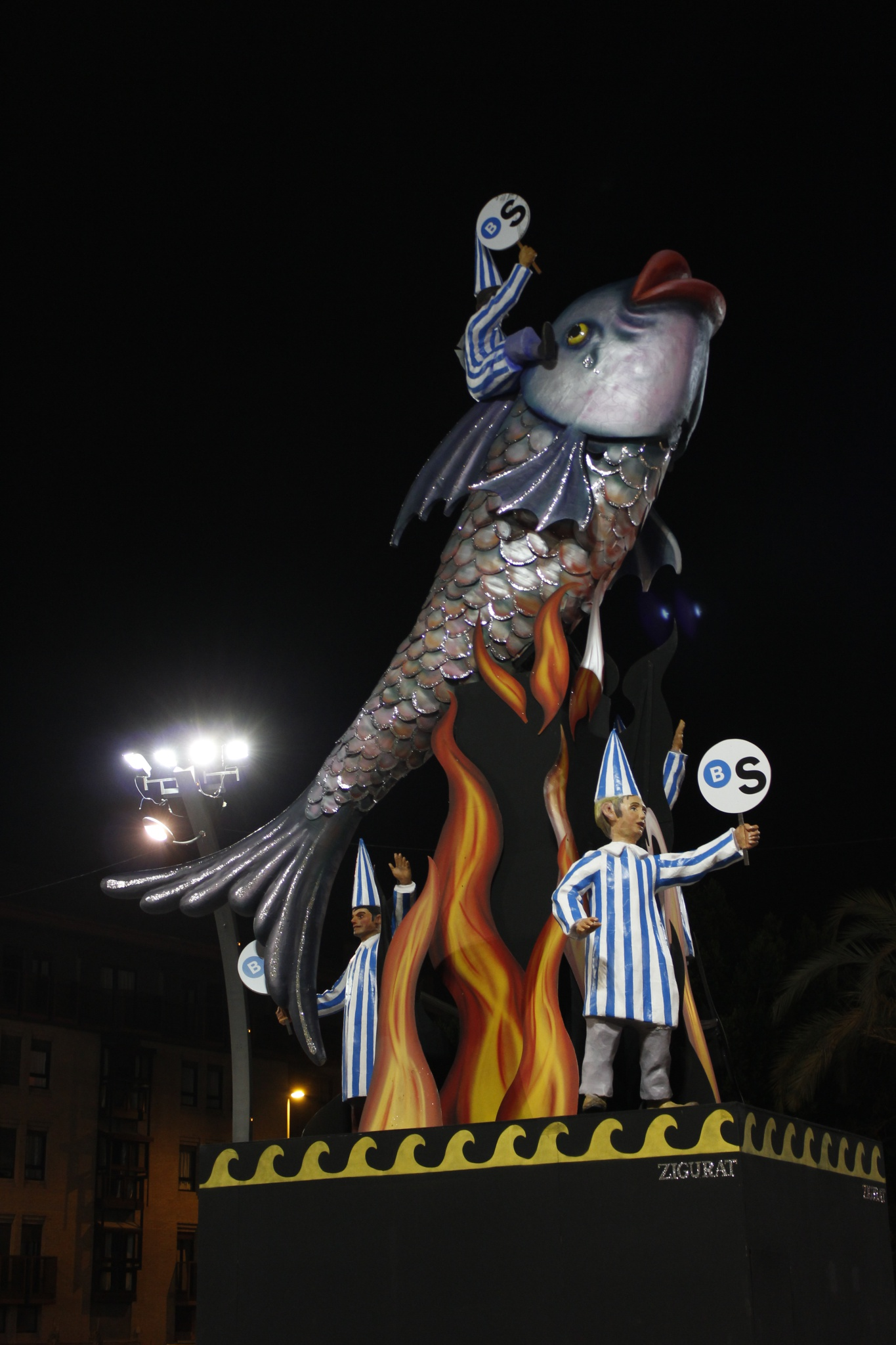
Any 2013